# قضیه اسپین-آمار
قضیهٔ اسپین-آمار یا قضیهٔ آماری چرخش (انگلیسی: Spin–statistics theorem) در مکانیک کوانتومی، چرخش ذاتی ذره (حرکت زاویه‌ای که ناشی از حرکت مداری نیست) را به ذره‌ای که مطیع آن است، مربوط می‌کند. در واحدهای ثابت پلانک (پلانک ħ)، تمام ذراتی که در ۳ بعد حرکت می‌کنند دارای چرخش عدد صحیح یا چرخش نیمه‌صحیح هستند.

## پیشینه

### حالات کوانتومی و ذرات غیرقابل تشخیص
در یک سیستم کوانتومی، یک حالت فیزیکی توسط بردار حالت توصیف می‌شود. یک جفت بردار حالت مجزا اگر مقدار مطلق آنها برابر باشد، از نظر جسمی معادل هستند و فعل و انفعالات دیگر نادیده گرفته می‌شود. یک چنین جفت غیرقابل تمایز از هم ذره‌ای است که فقط یک حالت دارد. این بدان معنی است که اگر موقعیت این دو ذره رد و بدل شود (به عنوان مثال، آنها تغییر مکان یابند)، این یک حالت فیزیکی جدید را مشخص نمی‌کند، بلکه یک حالت مطابق با حالت فیزیکی اصلی را مشخص می‌کند. در واقع، نمی‌توان تشخیص داد که کدام ذره در چه موقعیتی قرار دارد.
با اینکه حالت فیزیکی در تبادل موقعیت ذرات تغییر نمی‌کند، ممکن است بردار حالت در نتیجه تبادل تغییر علامت دهد. از آنجا که این مقدار مطلق بردار حالت را تغییر نمی‌دهد، این وضعیت فیزیکی را نیز تحت تأثیر قرار نمی‌دهد.
عنصر اساسی در اثبات رابطهٔ اسپین-آمار، نسبیت است، که قوانین فیزیکی تحت تبدیل لورنتس تغییر نمی‌کند. عملگرهای میدان با توجه به اسپین ذره‌ای که ایجاد می‌کنند، بنا بر تعریف، تحت تبدیلات لورنتس تبدیل می‌شوند.